# Pont-de-Metz
Pont-de-Metz település Franciaországban, Somme megyében. Lakosainak száma 2440 fő (2022. január 1.). Pont-de-Metz Saveuse, Amiens, Ferrières, Saleux és Salouël községekkel határos.

## Népesség
A település népességének változása:
| Lakosok száma | 2388 | 2382 | 2435 | 2467 | 2448 | 2411 | 2375 | 2468 | 2440 |
|               | 2013 | 2015 | 2016 | 2017 | 2018 | 2019 | 2020 | 2021 | 2022 |